# Licorera

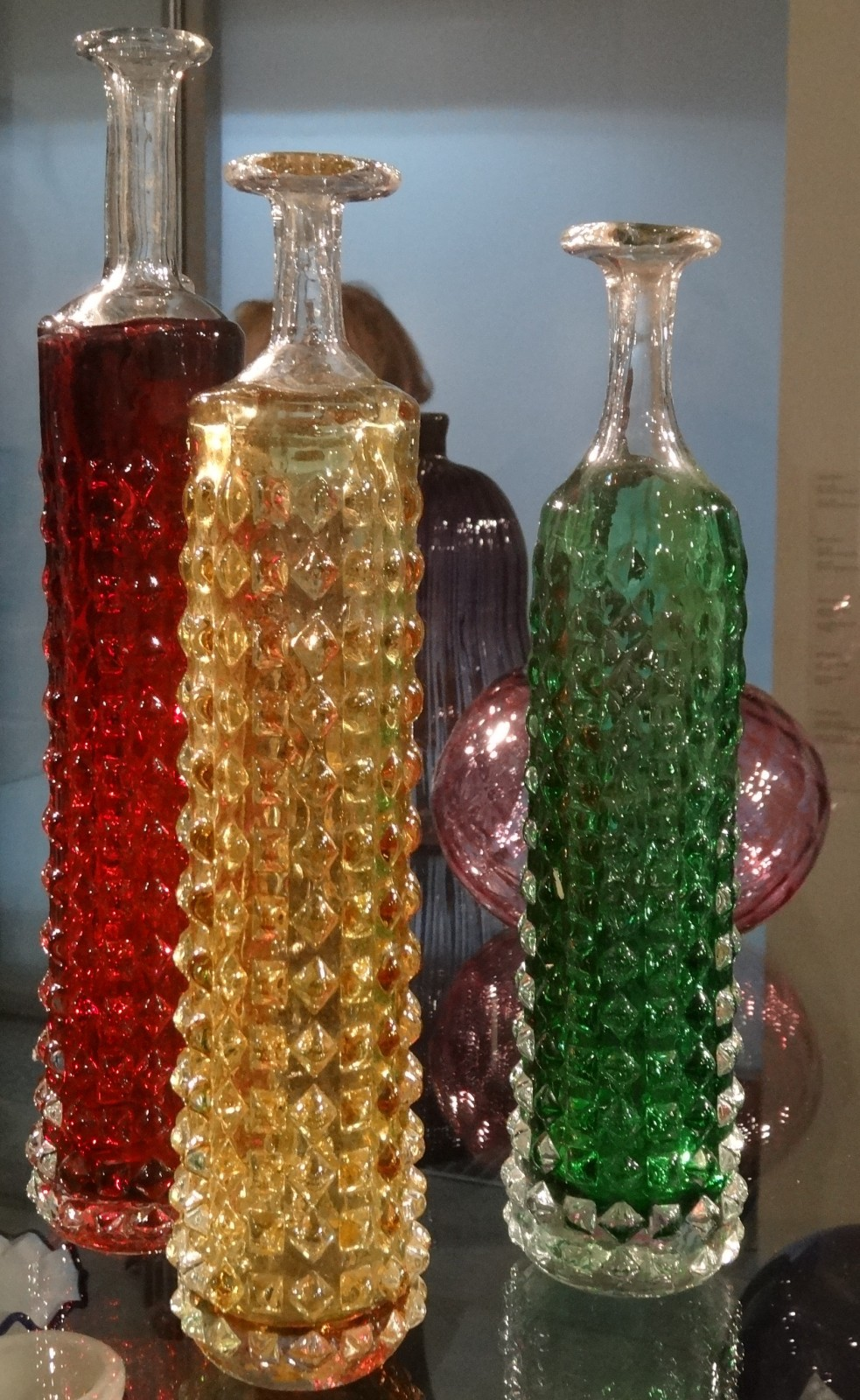
Juego de licoreras (licores de yerbas) del diseñador checo Miluše Roubíčková (hacia 1922). Museo Kampa (Fundación Jan y Meda Mládek) de Praga.

Licorera es un recipiente en forma de botella decorada destinado a contener y servir licores, que dispone de un tapón. Puede estar fabricado en cristal, cerámica y metales. También se llama así al utensilio de mesa y al mueble utilizado para almacenar y trasladar las botellas de licor, copas de cristal, vasos etc. En América puede denominar a la petaca de licor y a la industria dedicada a la producción de licores. En Colombia y Costa Rica se usa asimismo para denominar los establecimientos de venta de licores. Su etimología proviene de "licor" (del latín «liqŭor, -ōris»), un tipo especial de bebida, por lo general alcohólica. 

## Tipos
- De cristal:

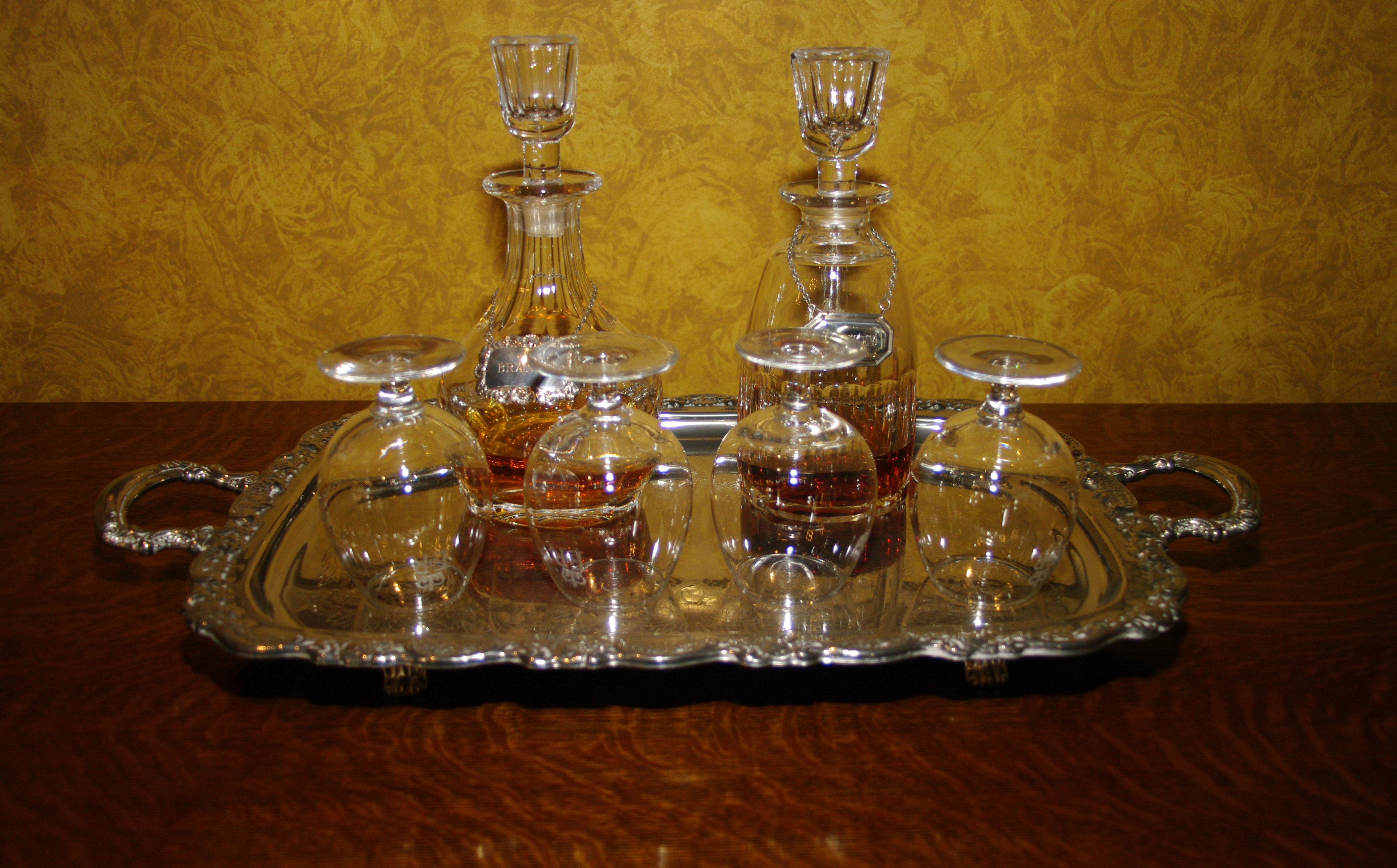
Juego de licoreras para brandy y whisky con cuatro copas en "bandeja licorera" de plata.

  - Botellas: por lo general en cristal tallado con más o menos fantasía, y formas y tamaños diversos. Pueden enunciarse según su contenido, licorera para "afrutados", vinos nobles (jerez, etc), brandy, whisky, y otras bebidas alcohólicas. Se han convertido en objetos de colección,[3] y su fama corre paralela a la de los tradicionales artesanos del vidrio. Así por ejemplo, las licoreras venecianas, las inglesas de vidrio de Pall Mall talladas a máquina con patrones veteados o triangulares en la parte superior o inferior de la pieza, o las de cristal francés.[nota 1]
  - Garrafas: recipiente tradicional en la expedición de licores, solía presentarse en vidrio verde grueso y cubierto por un cestillo de mimbre o esparto para protegerlas durante su transporte.
- De metal: en especial licoreras mixtas de plata y cristal.
- De cerámica: con una tradición tan antigua como el propio licor, por estar asociadas a las bebidas espirituosas. Diferentes colecciones y museos del mundo exponen interesantes ejemplos:

widths="100"
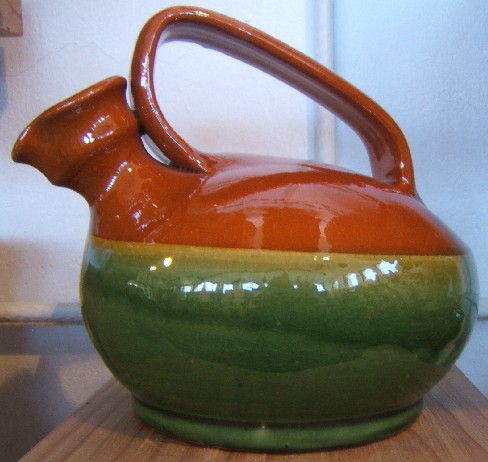
Licorera del alfarero tradicional Antonio Tortosa (para conservar la cuerva). Museo de cerámica de Chinchilla de Montearagón (Albacete).
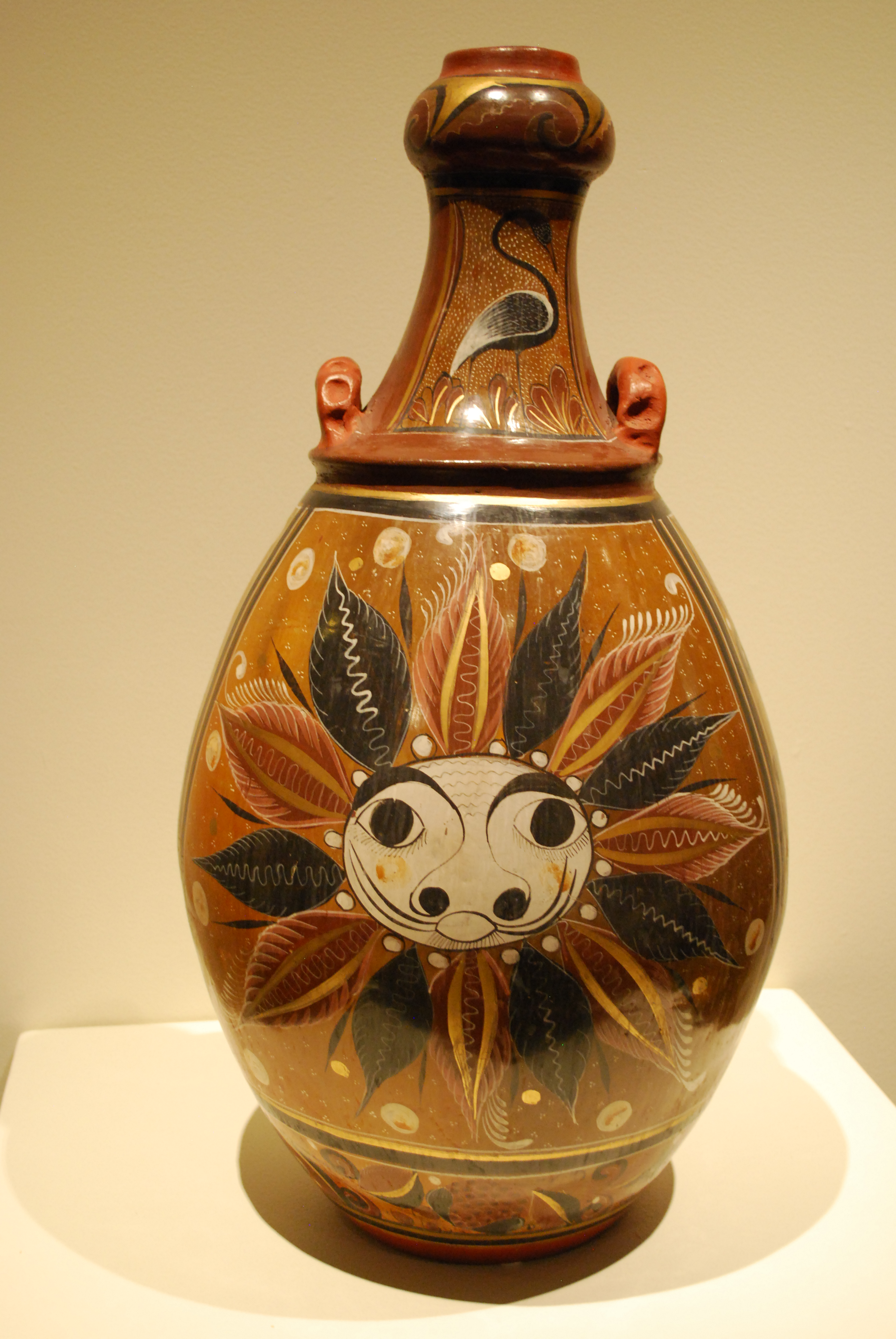
Licorera en cerámica obra de Francisco Limón Barra, alfarero de Tonalá (Jalisco) conservada en el Museo de Arte Popular de México DC.
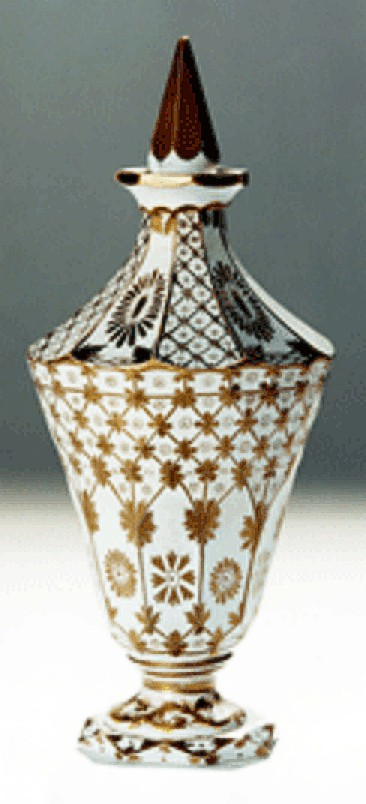
Licorera de porcelana de Worcester, diseño de James Giles hacia 1780.
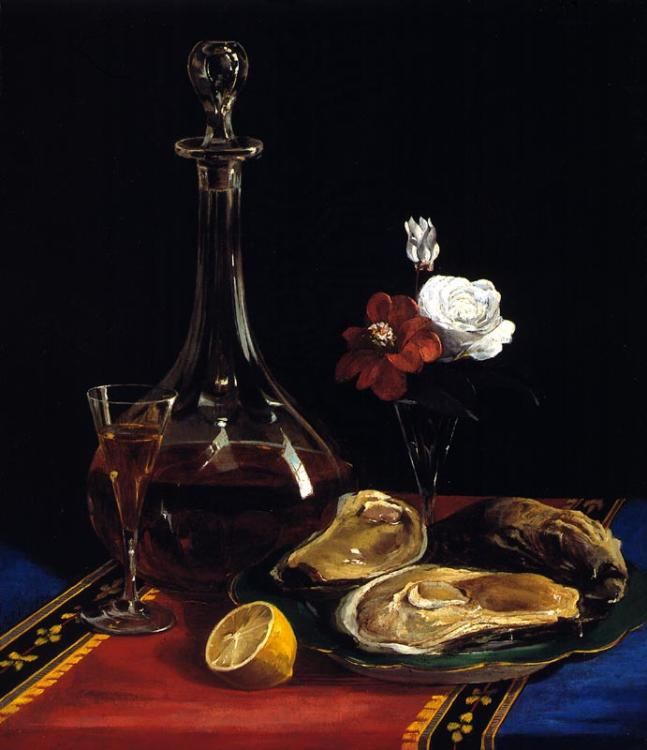
Licorera para vino en un bodegón de Adalbert John Volck, hacia 1874.